# أرموتالان
أرموتالان (بالتركية: Armutalan) مدينة في مديرية مرماريس في محافظة موغلا، بتركيا. على الرغم من أنها بلدية مستقلة إلا أنه تم دمجها في مرماريس في الجنوب الشرقي. يبلغ عدد سكان أرموتالان 17365  اعتبارًا من عام 2011م.

## الموقع
موقع بلدة أرموتالان في 36°51′N 28°14′E / 36.850°N 28.233°E، والمسافة منها إلى موغلا حوالي 49 كيلومتر (30 ميل).

## السياحة
كانت أرموتالان حتى وقت قريب قرية صغيرة، ولكونها تقع قريبًا جدًا من مارماريس التي هي مركز سياحي مهم، فقد ازدهرت أرموتالان أيضاً وأصبحت «بلدة» في عام 1987م.

## معرض الصور

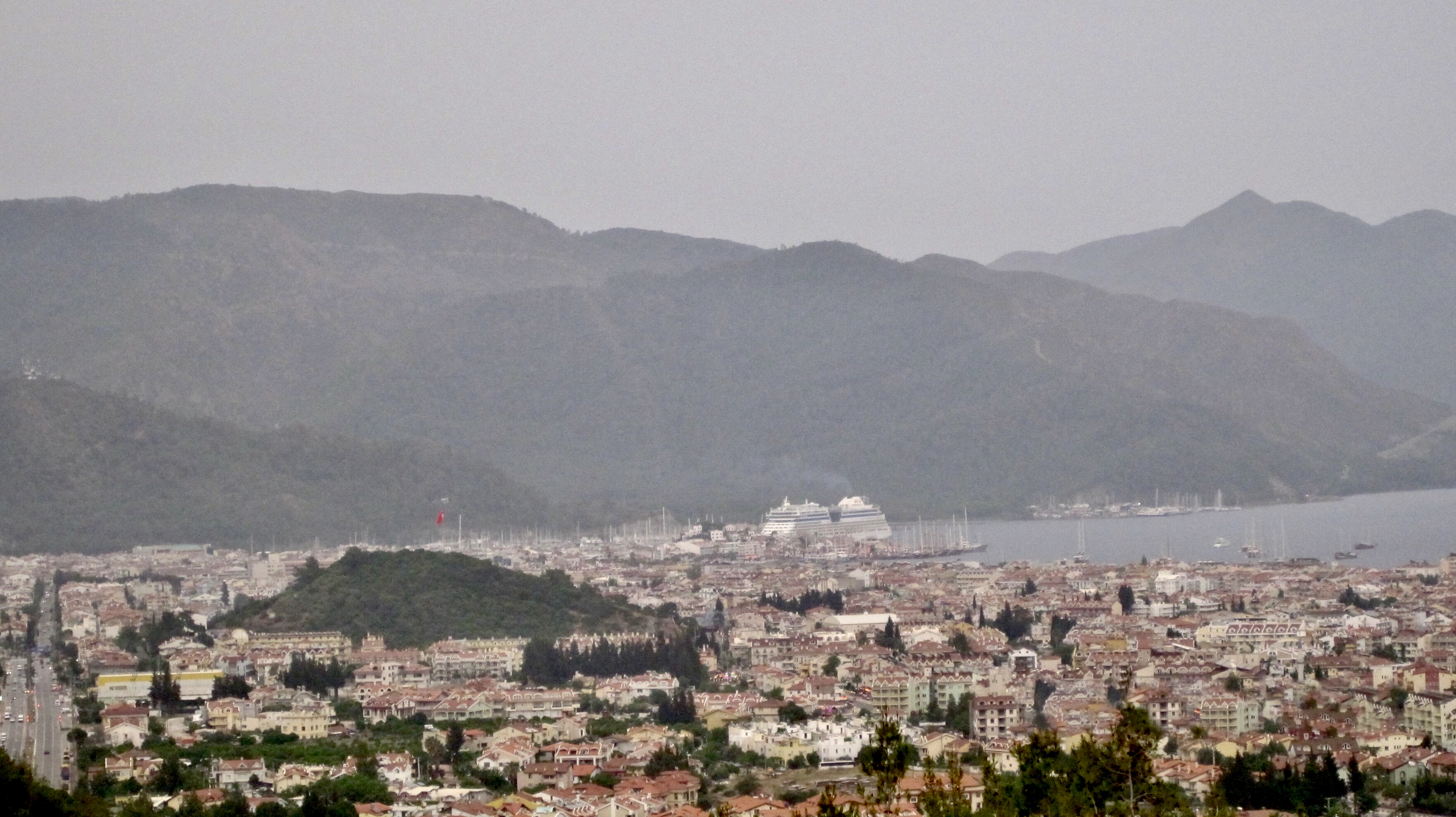
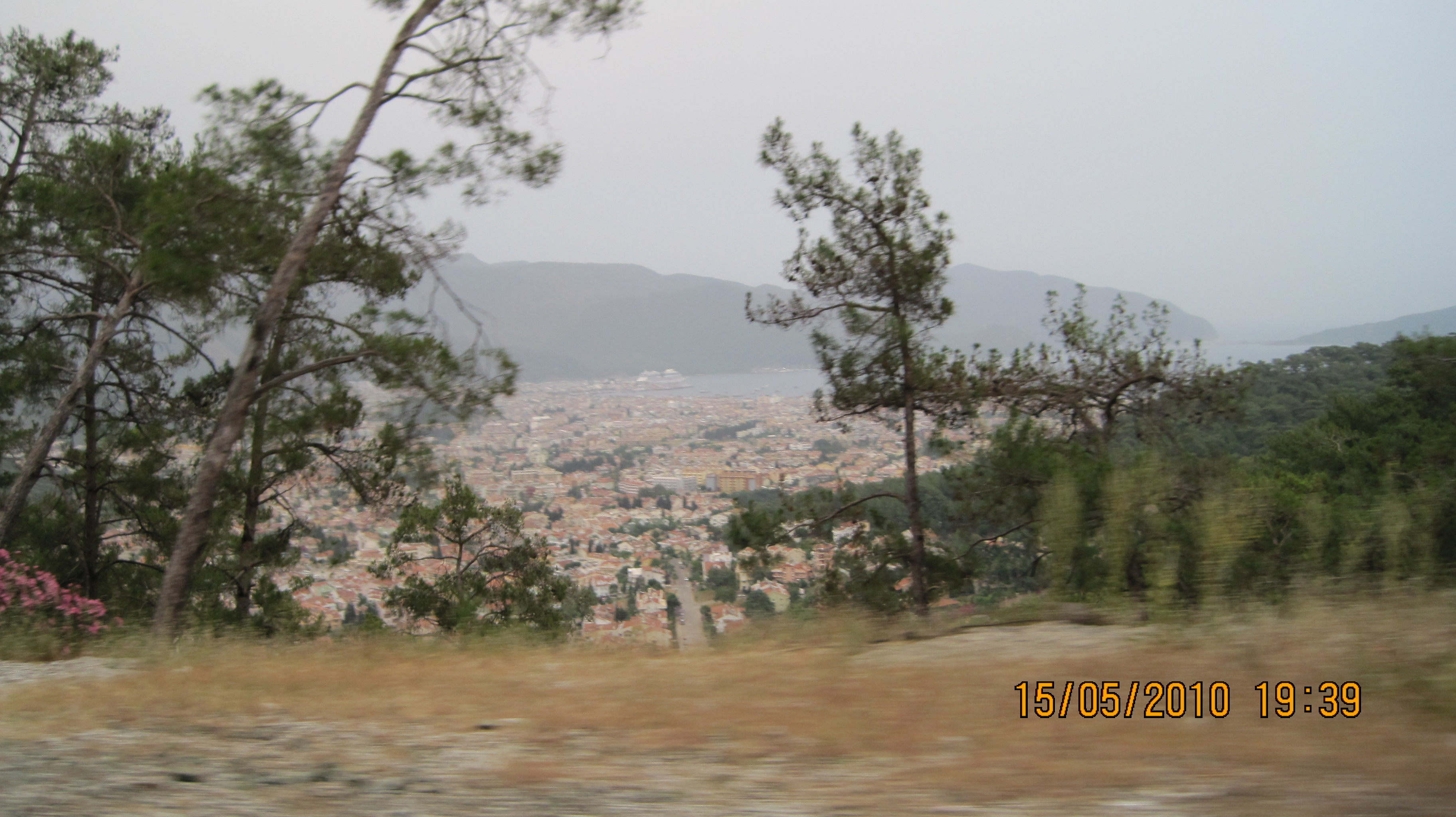
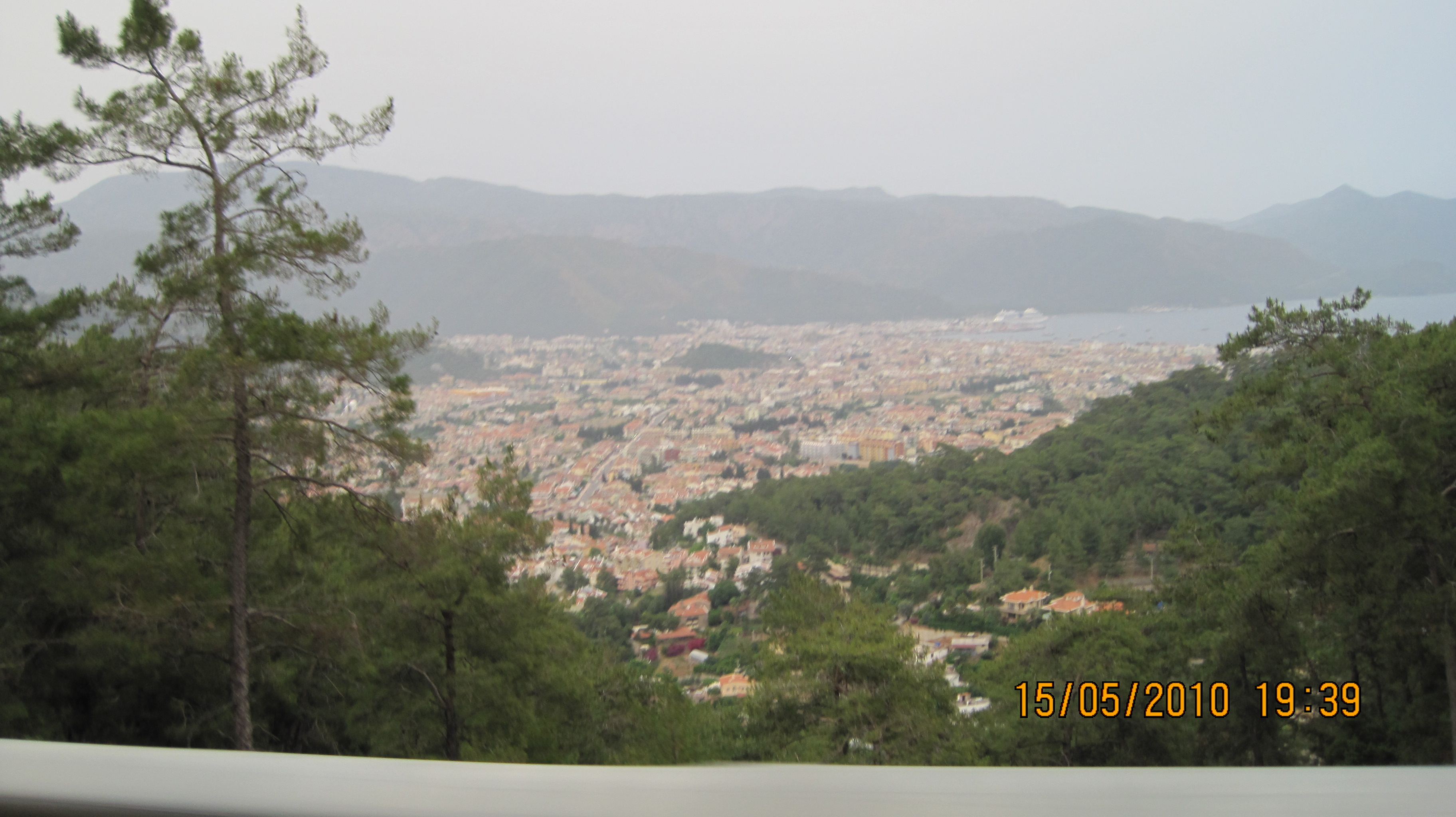
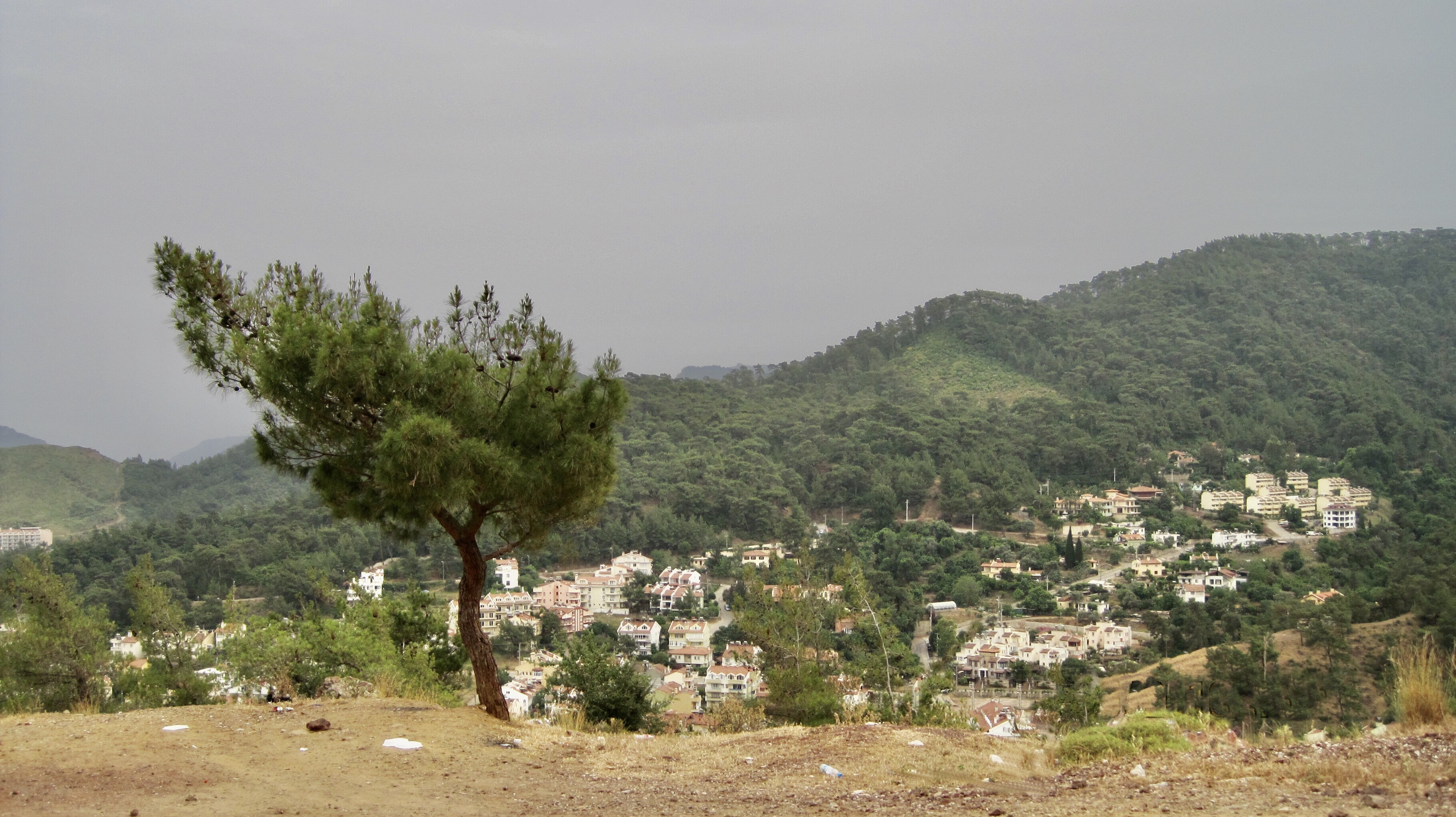
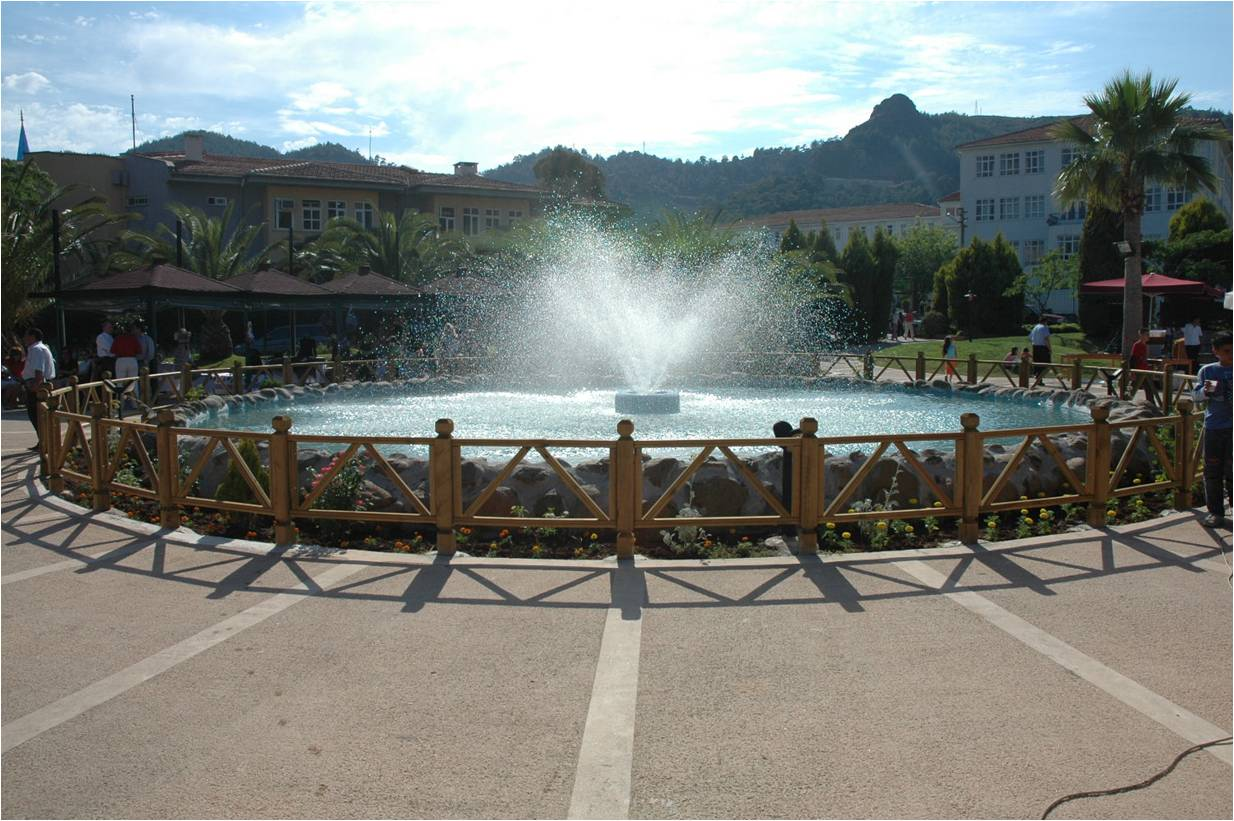
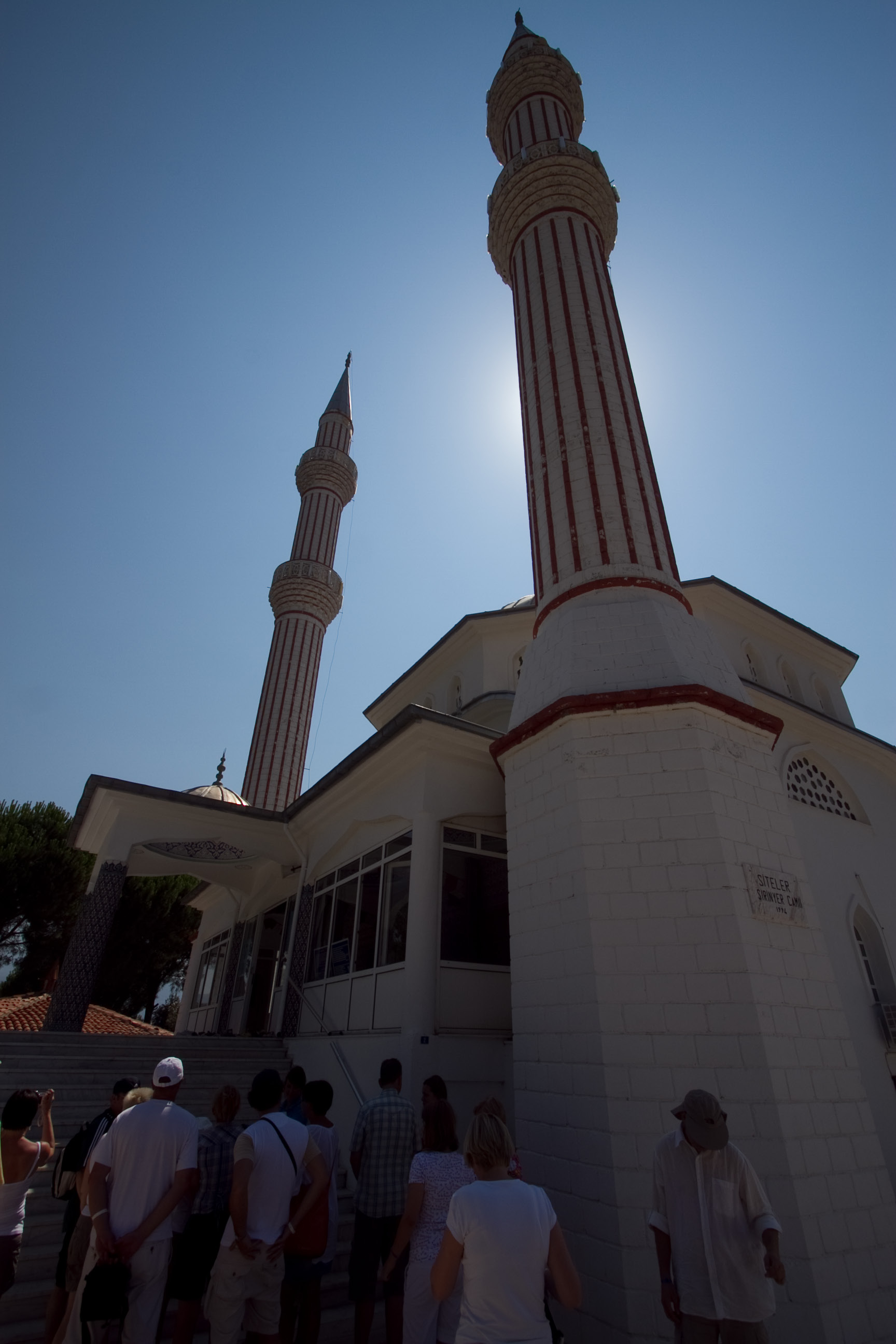

## روابط خارجية
- Wowturkey (للصور)